# アイゴ科
アイゴ科 Siganidae は、スズキ目・ニザダイ亜目の下位分類群の一つである。下位分類はアイゴ属 Siganus 1属のみで、29種が知られている。インド太平洋および地中海東部に分布する沿岸魚のグループで、側扁した体型・小さい口と厚い唇・毒腺の付属した鋭い棘条などを特徴とする。

## 特徴
成魚の全長はどれも20-50センチメートルほど。広葉樹の葉のような体型で、よく側扁する。背鰭は第一・第二背鰭が繋がって1基になっている。頭部は小さく、口も小さいが唇は厚い。顔つきがウサギに似るため、英語では"Rabbitfish"（ラビットフィッシュ） と総称される。
背鰭は13棘10軟条、腹鰭は1棘3軟条、臀鰭は7棘9軟条からなる。棘条は極端に長くはないが太く鋭く発達し、全てに毒腺が付いている。棘条は容易にヒトの皮膚に突き刺さり、同時に毒が注入されてしばらく激しく痛む。死んでも毒は消えないので、漁獲時などの取り扱いには注意が必要である。
種類による大きさの差はあまりないが、体色は変異に富む。ヒフキアイゴなどサンゴ礁性の種類には鮮やかな体色のものが多い。また同種でも精神状態や昼・夜で体色が異なる。

### 生態
全てがインド太平洋の熱帯・温帯海域に分布する。紅海産の種類にはスエズ運河を越え地中海へ進出したものもいる。なお、日本は北西太平洋におけるアイゴ類の北限にあたる。南西諸島や伊豆・小笠原諸島では10種以上のさまざまな種類が見られるが、九州・四国・本州ではアイゴ以外の種類を見ることは少ない。
沿岸の浅い海に生息し、海岸近くの藻場・岩礁域・サンゴ礁域などを主な棲み処とする。河口などの汽水域に進入するものもいる。食性は雑食性で、糸状・葉状の藻類を主に食べるが、甲殻類や多毛類などの小動物も捕食する。植食性の強さから、水族館等で飼育する場合はしばしばコマツナ等の葉菜類が餌として用いられる。
産卵行動はおもに夏に行われ、月齢・潮汐に合わせた周期性がある。卵は分離粘着卵で、孵化した稚魚は最初にプランクトンを捕食しながら浮遊生活をする。全長3センチメートル程度で沿岸海域に定着し、大群で生活するようになり、食性も藻類中心に変化する。成長につれ群れは分散し、成魚は単独かつがいで生活する。ただしハナアイゴ S. argenteus は分離浮性卵を産卵し、全長6-8センチメートルになるまで浮遊生活をすることがわかっている。

## 利用
ほとんどの種類が食用になり、刺し網・追い込み網、定置網、釣りなどの沿岸漁業で漁獲される。
沖縄では、旧暦6月の大潮の頃に大群を成して接岸するアイゴ、アミアイゴなどアイゴ類の稚魚をスクまたはシュクと呼び、海藻を食べ始めて磯臭くなる前に漁獲する。これらはスクガラスという塩辛に加工される他、酢締めでも食べられる。
香港ではアイゴなどが良く釣れ、「泥鯭」（広東語 ナイマーン）と呼んで、粥、スープ、唐揚げ、ムニエル、陳皮蒸しなどの料理によく利用されている。また広東語では、「釣泥鯭」（ディウナイマーン、アイゴを釣る）という言葉が、タクシーに客の相乗りをさせて、多重に料金を取るという違法行為を意味する俗語になっている。香港の釣りではアイゴは小物の代表であり、少額の客を釣り上げて数で勝負するというイメージからこう言われている。

## 分類
大きく3つのクレードに分かれる。
- moderately slender-bodied group
  - S. argenteus (Quoy et Gaimard, 1825) - ハナアイゴ
  - S. woodlandi Randall et Kulbicki, 2005 - セダカハナアイゴ
- slender-bodied group
  - S. spinus (Linnaeus, 1758) - アミアイゴ
  - S. fuscescens (Houttuyn, 1782) - アイゴ
  - S. canaliculatus (Park, 1797) - シモフリアイゴに充てられた学名。現在ではシモフリアイゴと別種であることが分かっている。
  - S. luridus (Rüppell, 1829)
  - S. sutor (Valenciennes, 1835)
  - S. rivulatus Forsskål, 1775
- deep-bodied group
  - S. labyrinthodes (Bleeker, 1853)
  - S. vermiculatus (Valenciennes, 1835) - ムシクイアイゴ
  - S. randalli Woodland, 1990
  - S. lineatus (Valenciennes, 1835)
  - S. guttatus (Bloch, 1787) - ゴマアイゴ
  - S. insomnis Woodland & R. C. Anderson, 2014
  - S. corallinus (Valenciennes, 1835) - サンゴアイゴ
  - S. trispilos Woodland et Allen, 1977
  - S. doliatus Guérin-Méneville, 1829-38
  - S. virgatus (Valenciennes, 1835) - ヒメアイゴ
  - S. javus (Linnaeus, 1766) - ストリークドスパインフット
  - S. puellus (Schlegel, 1852) - マジリアイゴ
  - S. punctatissimus Fowler et Bean, 1929
  - S. puelloides Woodland et Randall, 1979
  - S. punctatus (Schneider et Forster, 1801) - ブチアイゴ
  - S. stellatus (Forsskål,1775)
  - Siganus (Lo) ヒフキアイゴ亜属 - 吻が著しく突出することを特徴とする[3][4]。
    - S. niger Woodland, 1990
    - S. uspi Gawel et Woodland, 1974
    - S. magnificus (Burgess, 1977)
    - S. vulpinus (Schlegel et Müller, 1845) - フォックスフェイス
    - S. unimaculatus (Evermann et Seale, 1907) - ヒフキアイゴ（フォックスフェイスと同種とする見解もある）

### 日本産アイゴ類

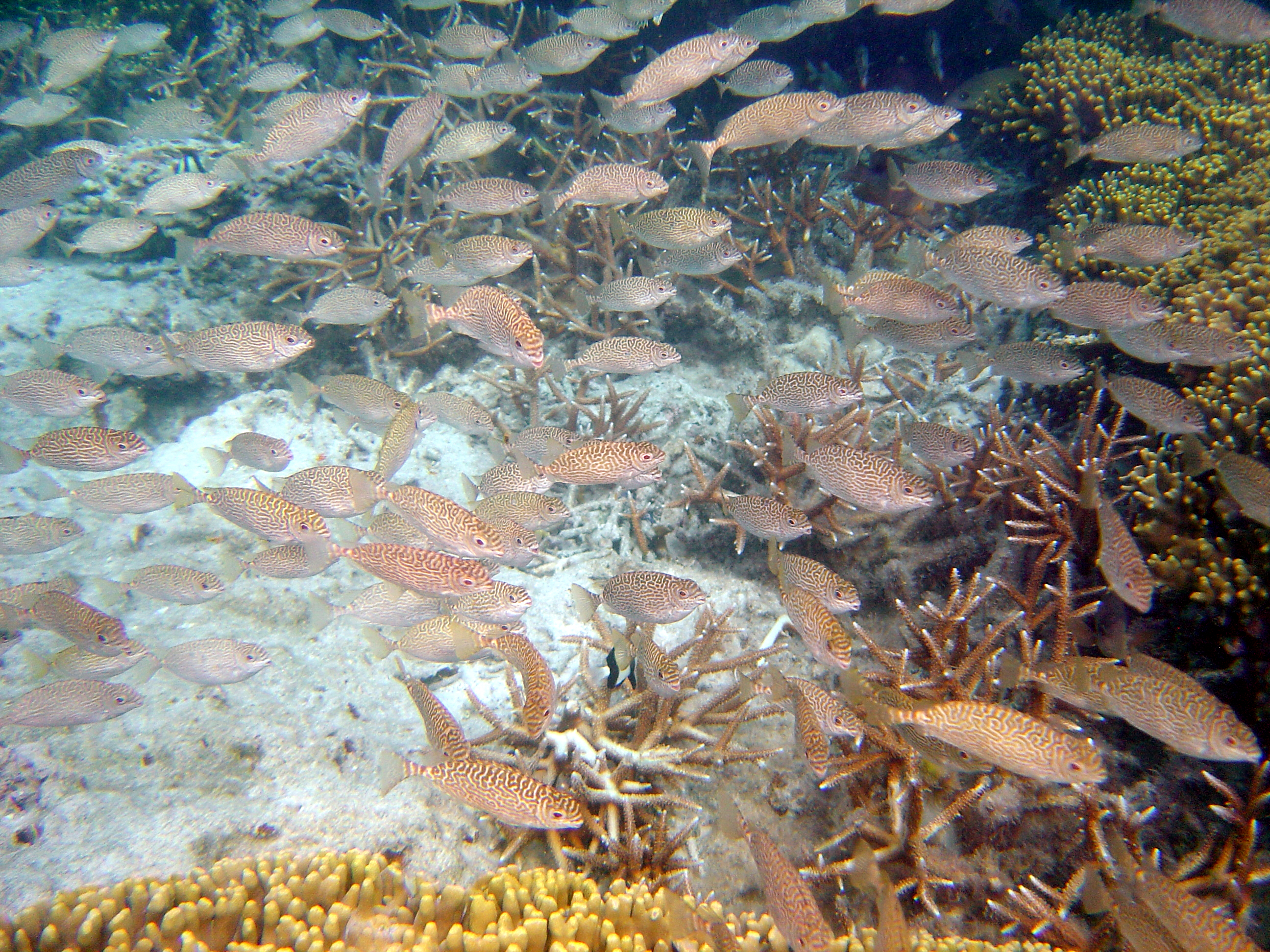
アミアイゴの群れ。グアムのサンゴ礁にて

アイゴ S. fuscescens
全長30センチメートル。本州から琉球列島までの各地、オーストラリア沿岸に分布する。九州・四国・本州周辺海域では最も一般的なアイゴ科魚類である。西日本各地で食用に漁獲される。斑紋には多少変異があり、たとえばシモフリアイゴという和名のアイゴは本種と同種である。
ゴマアイゴ S. guttatus
全長40センチメートル を超える大型種。全身に橙色の斑点があるのでこの名があり、他には背びれの最後部に黄色の斑点が1つあるのも特徴である。沖縄県では「カーエー」と呼ばれ、多く漁獲される。
アミアイゴ S. spinus
全長20センチメートルほど。体側に網目に見える迷路状の模様がある。伊豆半島以南のインド太平洋熱帯海域に分布する。沖縄ではスクガラスの主な原料となる。
ヒフキアイゴ S. unimaculatus
全長30センチメートル 。口が「ひょっとこ」のように突き出ている。体が黄色で鰓蓋が白、顔と胸びれのまわりが黒で、胴体にも1-2 個の黒い斑点がある。チョウチョウウオのような鮮やかな体色をしており、熱帯魚として流通することもある。
ヒメアイゴ S. virgatus
全長25センチメートル 。頭と鰓蓋の後ろに黒い斜めの帯があり、体の後半は黄色。
他、琉球列島から未記載種と思われるものが確認されているという。